# Richard Sapper

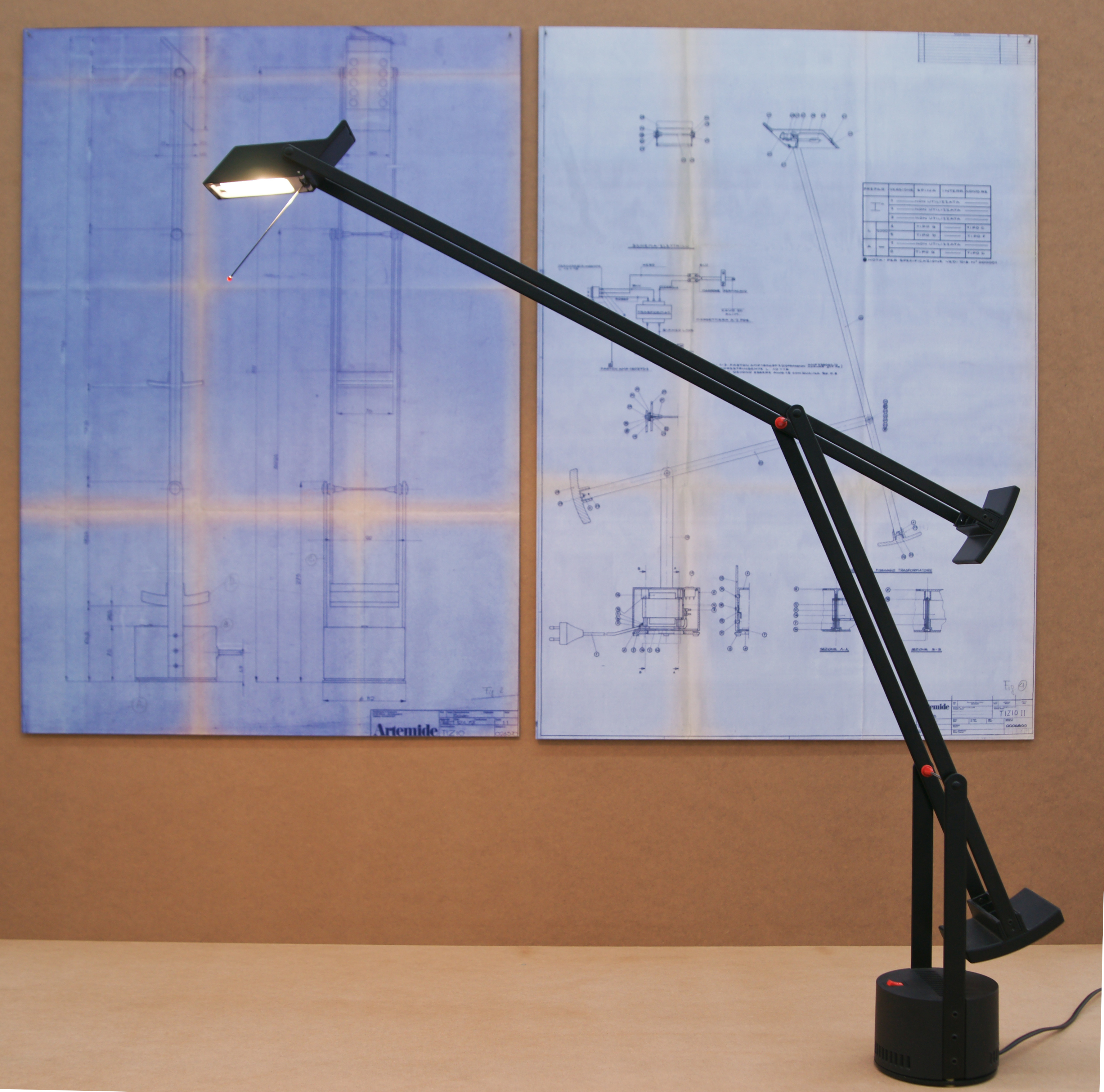
Lamp Tizio

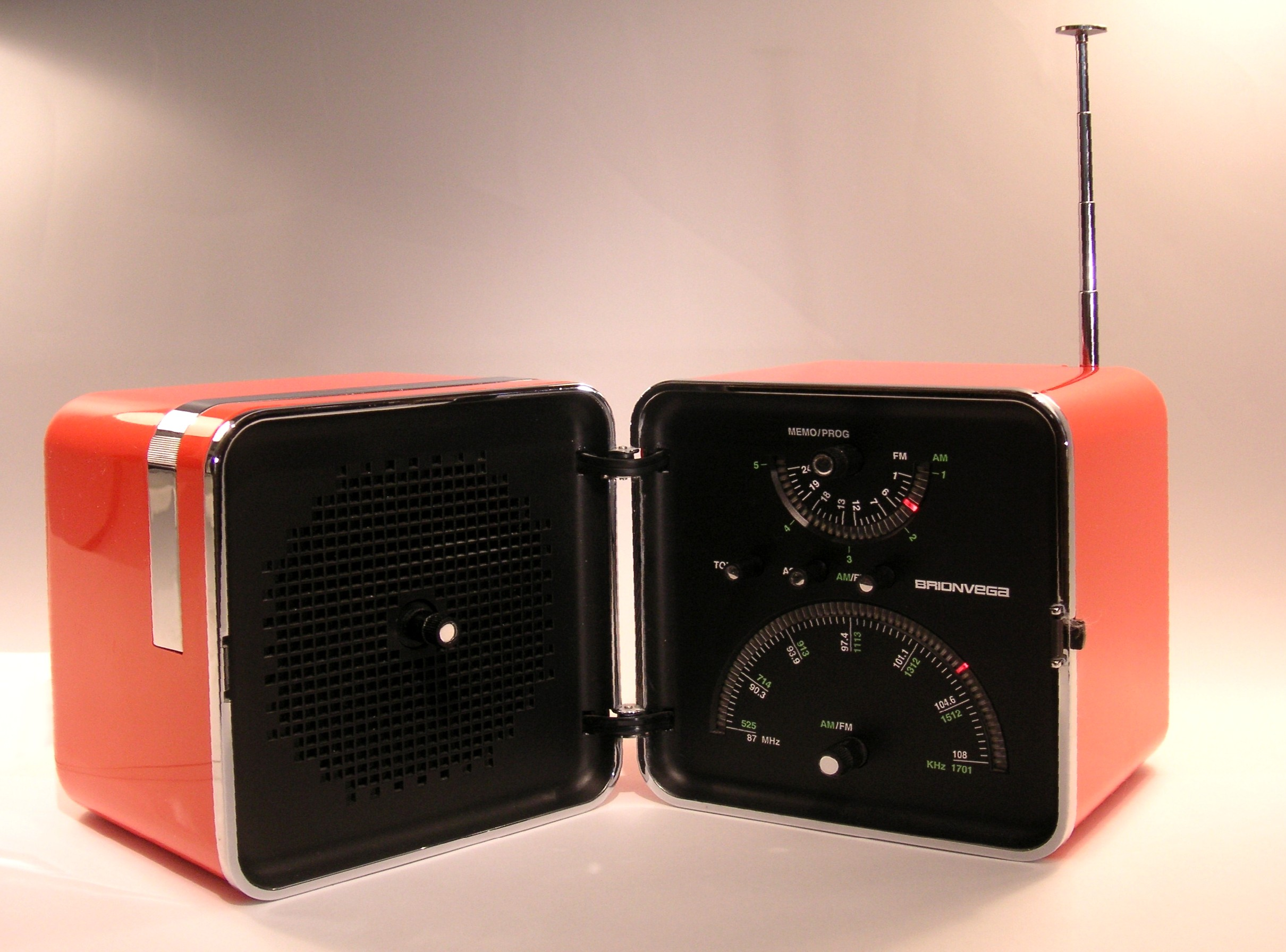
Uitklapradio voor Brionvega; dit is het retromodel TS 522 uit 2004

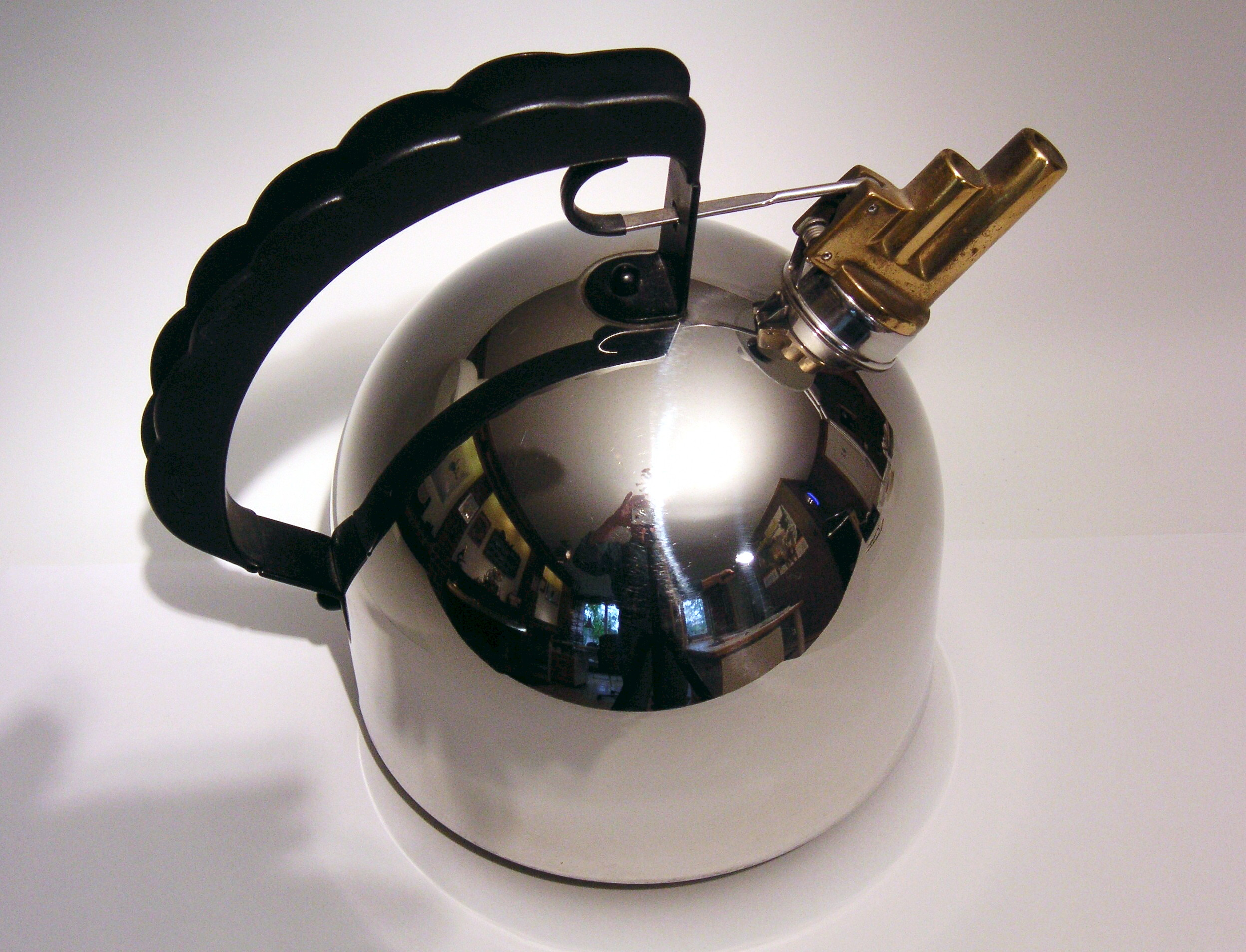
Fluitketel 9091 (Bollitore) voor Alessi, 1983; de twee stemvorkjes in de fluit produceren een E en een C

Richard Sapper (München, 30 mei 1932 – Milaan, 31 december 2015) was een Duits industrieel ontwerper.

## Werk en erkenning
Sapper behoort tot de belangrijkste ontwerpers van zijn generatie. Hij combineerde moderne technieken met  postmodernistische ideeën en vormgeving. Zijn werk combineert techniek met basisvormen waar een verrassende draai aan wordt gegeven. Sapper was veeleisend voor zijn medewerkers, want hij beschouwde zichzelf als expert in technologie en constructietechniek, zodat hij lange discussies voerde met de technici. Veel van zijn projecten zitten vol met moeilijk realiseerbare details, bijvoorbeeld de automatische Bandung theepot en de espressomachine Coban. Bij Alessi, waar hij een aantal beroemde ontwerpen voor realiseerde, stond hij bekend als een man die zich niet aan schema's hield en een eigen ritme had van ongeveer één project per vijf jaar.
Het werk van Sapper is te vinden in de permanente verzamelingen van verschillende musea over de hele wereld, waaronder het Museum of Modern Art en het Victoria and Albert Museum. Zijn werk heeft hem veel prijzen opgeleverd, waaronder de Lucky Strike Award en tienmaal de prestigieuze Compasso d'Oro. Hij wordt gezien als een originele denker. Zelf heeft hij daarover gezegd: Je kan nergens leren hoe je een idee krijgt. Zijn vaderland heeft hem in 2012 het Bundesverdienstkreuz 1. Klasse toegekend. President Joachim Gauck roemde naast zijn vernieuwende werk ook zijn gave om jonge mensen te inspireren en prees hem voor het aanzien dat hij verschaft heeft aan de Duitse vormgeving.

## Biografie
Na zijn opleiding in München als werktuigbouwkundige ging Sapper in 1956 werken op de afdeling vormgeving van Mercedes-Benz. Vanaf 1958 woonde en werkte hij in Milaan. Hij werkte bij atelier Rossini en Giò Ponti en werd ontwerper op de afdeling binnenhuisarchitectuur van La Rinascente. Met de ontwerper Marco Zanuso startte hij een eigen bureau. 
In 1970 begon hij zelf een ontwerpstudio in Stuttgart en werkte hij voor verschillende grote merken, zoals Fiat en Pirelli. In 1972 ontwierp hij zijn beroemde Tiziolamp voor Artemide, een van de eerste halogeen bureaulampen. De stalen armen van de lamp geven een laag voltage door, waardoor snoeren overbodig zijn. Het ontwerp heeft een cultstatus verworven.
In 1978 gingen Sapper en Zanuso ieder hun eigen weg.

## Alessi
Rond 1977 werd Sapper bij Alessi voorgesteld als ontwerper waar nog nooit een project van is mislukt. Voor dit bedrijf maakte hij ontwerpen die historisch geworden zijn, niet alleen vanuit designoogpunt, maar ook voor de economische voortgang van het bedrijf. Hij werkte slechts aan een beperkt aantal projecten, en alleen aan die projecten die hij zelf interessant vond. Sappers koffiezetter 9090 is het eerste Alessiproject voor de keuken. Hij bedacht en realiseerde ook de Waterketel met zingende fluit, de eerste gesigneerde fluitketel ter wereld. De fluit geeft een geluid zoals de schepen op de Rijn. In de koperen fluit zitten twee buisjes met de stemvorken E en B, die doorgaans gebruikt worden om instrumenten te stemmen. De fluit wordt vervaardigd door een handwerker uit het Zwarte Woud.

## IBM
Sinds 1980 werkte Sapper als vormgevingsadviseur voor IBM, voor dit bedrijf heeft hij verscheidene computers ontworpen waaronder de ThinkPad 700C, een laptopcomputer in de vorm van een vierkante box (beter gezegd, een Japanse lunchbox genaamd "Bento Box") met midden op het toetsenbord een rode rubberen knop (TrackPoint) om de cursor mee te bewegen. De pc-divisie van IBM is eind 2005 overgenomen door Lenovo, maar Sapper hield daar anno 2012 nog steeds toezicht op de ontwikkeling van de ThinkPad-lijn.
Hij overleed in zijn woonplaats Milaan op 83-jarige leeftijd.